# Cuccaro Vetere
Cuccaro Vetere község (comune) Olaszország Campania régiójában, Salerno megyében.

## Fekvése
A megye délnyugati részén fekszik. Határai: Ceraso, Futani és Novi Velia.

## Története
A települést az ókorban az eleai görögök alapították előőrsként városuk védelme érdekében. Neve valószínűleg a görög küklosz szóból ered, amelynek jelentése erőd. A ma is álló erődítményt a 12. század elején a normannok építették. A középkor során a Lauritóhoz tartozott, amelytől 1404-ben vált el és lett nápolyi nemesi családok birtoka (Sanseverino, Caraffa, Pignatelli di Monteleone). 1696-tól 1806-ig a Pappacoda-hercegek birtoka volt. A feudalizmus felszámolásával a Nápolyi Királyság egyik községe lett. 

## Népessége
A népesség számának alakulása:

## Főbb látnivalói
- San Pietro-templom – a 11. században épült, majd a 19. század során építették át barokk stílusban
- Santa Teresa-templom
- Madonna del Carmelo-kápolna
- a 15. században épült ferences kolostor
- a Castello (vár) romjai